# 헤위손 베네테 (1976년)
헤위손 프란시스코 베네테 그란트(스페인어: Jewison Francisco Bennette Grant, 1976년 11월 2일 ~ ) 코스타리카의 전 축구 공격형 미드필더였다.